# La Libératrice
Pour plus de détails, voir Fiche technique et Distribution.
La Libératrice est un film muet français réalisé par Georges Monca, sorti en 1910.

## Fiche technique
- Titre : La Libératrice
- Réalisation : Georges Monca
- Scénario :
- Photographie :
- Montage :
- Société de production : Société cinématographique des auteurs et gens de lettres (S.C.A.G.L)
- Société de distribution : Pathé Frères
- Pays d'origine :  France
- Langue : film muet avec les intertitres en français
- Format : Noir et blanc — 35 mm — 1,33:1 — Muet
- Genre :  Comédie
- Durée :
- Métrage :
- Dates de sortie : 
  - France : 1910

## Distribution
- Louis Ravet
- Roger Monteaux
- Charlotte Barbier-Krauss	: Jane Eyre
- Albert Dieudonné	: Laforêt
- Fernand Tauffenberger : De Tremorenc
- Maurice Luguet : Mentor
- Georges Raulin
- Paul Polthy
- Victor Benoit
- Gaston Sainrat
- Marcelle Barry
- Madame MacLean
- Alexandre Guyon fils
- Tauffenberger fils
- Sarborg
- Madame Dornys
- Madame Benoît